# الجامعة التونسية للدراجات النارية والأنشطة التابعة
الجامعة التونسية للدراجـات الناريـة والأنشطة التابعة هي جامعة رياضية تونسية تأسست في 30 أوت 2005.

## أهداف
تهدف الجامعة إلى:
- تنظيم وتطوير ومراقبة ممارسة رياضة الدراجات النارية بمختلف أشكالها على التراب التونسي.
- إدارة وتنسيق أنشطة الجمعيات التي تضم الأعضاء المارسين لرياضة الدراجات النارية بمختلف أشكالها.
- الدفاع عن مصالح رياضة وسياحة الدراجات النارية.

## المسيرون
- الرئيس: مهدي باش حامبة
- نائب الرئيس: عفيف طرابلسي
- أمين مال: عادل نويرة
- الأعضاء: نجيب لجمي - رؤوف قدادي - محمد شنيق - محمد دمق - بشير بن رحومة - محمد نجيب وريمي - العربي توزري - لميس سعيدان - هدى حرزي
- الأمين العام: منجي بوغديري

تم انتخاب هذا المكتب الجامعي يوم 10 ديسمبر 2016 وتنتهي ولايته في سنة 2020

## عضوية
و الجامعة من مؤسسي الاتحاد العربي للدراجات النارية الذي اختيرت تونس مقرا له، وجعل تحت رئاسة شكيب البراهمي، رئيس الجامعة التونسية.
وهي إلى جانب ذلك عضو الاتحاد الدولي للدراجات النارية والاتحاد المتوسطي للدراجات النارية والاتحاد الإفريقي للدراجات النارية.

## مقالات ذات صلة
- رالي تونس

## وصلة خارجية
موقع الجامعة التونسية للدراجات النارية.